# Јиндрихув Храдец
Јиндрихув Храдец (чеш. Jindřichův Hradec) су град у Чешкој Републици, у оквиру историјске покрајине Бохемије. Јиндрихув Храдец је пети по величини град управне јединице Јужночешки крај, у оквиру којег је седиште засебног округа Јиндрихув Храдец.

## Географија
Јиндрихув Храдец се налази у југозападном делу Чешке републике, близу границе са Аустријом - 15 километара јужно од града. Град је удаљен од 160 км јужно од главног града Прага, а од првог већег града, Чешких Будјејовица, 60 км источно.
Град Јиндрихув Храдец је смештен у области југозападне Бохемије. Град се образовао на острву речице Нежарке из малог језера Вајгар. Надморска висина града је око 470 м. Подручје око града је брдовито и пошумљено.

## Историја
Подручје Јиндрихувог Храдеца било је насељено још у доба праисторије. Насеље под данашњим називом први пут се у писаним документима спомиње у 1220. године. У 13. веку насеље је добило градска права.
1919. године Јиндрихув Храдец је постао део новоосноване Чехословачке. У време комунизма град је нагло индустријализован. После осамостаљења Чешке дошло је до опадања активности тешке индустрије и до проблема са преструктурирањем привреде.

## Становништво
Јиндрихув Храдец данас има око 22.000 становника и последњих година број становника у граду лагано расте. Поред Чеха у граду живе и Словаци и Роми.

## Партнерски градови
- Steffisburg

## Галерија
- Град и језеро Вајгар
- Замак у Јиндрихувом Храдецу
- Звоник римокатоличке цркве
- Градски трг ноћу